# Navarra (1923)
Pour les articles homonymes, voir Navarra.
Le Navarra est un croiseur servant dans la  Marine espagnole de 1923 à 1956. La construction par la Sociedad Española de Construcción Naval du Reina Victoria Eugenia, (le nom initial du navire) commença en 1915 à Ferrol. Le design était largement influencé par les Britanniques, ressemblant aux navires de la classe Town. Il fut renommé República en 1931, puis Navarra en 1936.

## Service

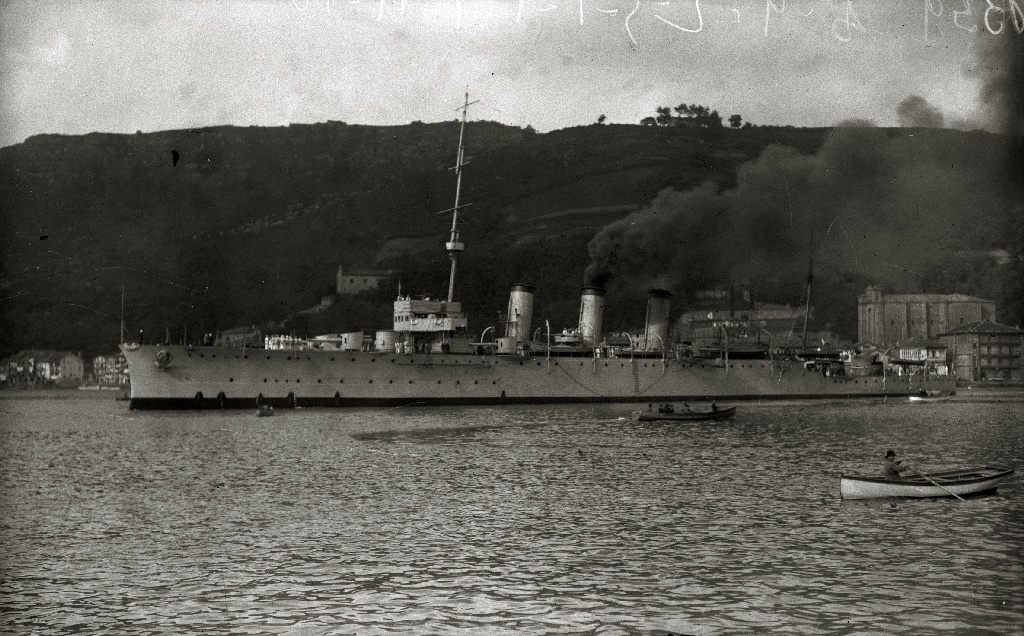
Le Reina Victoria Eugenia à Pasaia en 1924.

Le navire est commandé sous le nom Reina Victoria Eugenia (nommé en l'honneur de la reine consort Victoire-Eugénie de Battenberg), la quille est posée le 31 mars 1915, mis à l'eau le 21 avril 1920 et mis en service le 15 janvier 1923. Il sert de navire amiral durant la guerre du Rif. Après la proclamation de la Seconde République espagnole il est renommé República.
En 1936, au début de la guerre civile il est saisi par les Nationalistes alors qu'il était en cours de modernisation à Cadix. La modernisation consistait à remplacer les chaudières à charbon par des chaudières à pétrole, l'ajout d'une superstructure et de quatre canons antiaériens de 88 mm. Une cheminée, les tubes lance-torpilles et trois canons de 6 pouces sont retirés, six des canons restant sont déplacés au centre du navire.
Le Navarra vit peu de service et servit de navire d'entrainement, jusqu'à son retrait du service en 1956. Durant les derniers mois de la guerre civile, le Navarra fut surnommé Sigamos a la flota en référence au film En suivant la flotte de Fred Astaire et Ginger Rogers, parce qu'il était bien plus lent que les deux autres croiseurs nationalistes restants, le Canarias  et le Almirante Cervera (en).